# Amalia de Sajonia-Meiningen
Augusta Amalia Luisa Carlota Edmunda (4 de marzo de 1762, Fráncfort del Meno-28 de mayo de 1798, Silesia) fue una princesa de la casa de Sajonia-Meiningen y por matrimonio princesa de Carolath-Beuthen.

## Biografía y Matrimonio
Fue la octava y menor de los hijos de Antonio Ulrico de Sajonia-Meiningen y de Carlota de Hesse-Philippsthal.
Se casó el 10 de febrero de 1783 en Meiningen con Enrique Carlos de Carolath-Beuthen y con el tuvo siete hijos:
- Enrique Carlos (29 de noviembre de 1783-14 de julio de 1864) casado y con descendencia
- Carlos Guillermo (17 de enero de 1785-23 de enero de 1820) casado y con descendencia
- Federica (4 de octubre de 1787-29 de mayo de 1791) fallecida en plena infancia
- Federico Guillermo (29 de octubre de 1790-21 de noviembre de 1869) casado y con descendencia
- Eduardo (27 de enero de 1795-7 de enero de 1842)  soltero
- Ordalia (2 de abril de 1796-15 de abril de 1837) casada y con descendencia
- Amalia (17 de mayo de 1798-18 de diciembre de 1864) casada pero sin descendencia

Ella fue tía de Adelaida de Sajonia-Meiningen, que fue Reina Consorte de Reino Unido.